# Chicano rap
Le chicano rap (littéralement « rap chicano ») est un sous-genre musical apparenté au rap et à la culture hip-hop et chicano, incorporant les aspects de la culture West Coast, avec en général des thèmes inspirés du gangsta rap. Il se distingue néanmoins du rap américain par sa localité et par sa proximité de la jeunesse américaine d'origine ou de descendance latino-américaine (de par les thèmes qu'il traite). Le premier rappeur du genre reconnu est Kid Frost, avec l'album produit intitulé Hispanic Causing Panic de 1990 incluant le titre La Raza, qui attire l'attention d'une génération de futurs rappeurs.

## Histoire
Les artistes associés au Chicano rap s'accordent sur le fait que la culture latino-américaine vivant aux États-Unis a influencé de la même manière le hip-hop que la culture noire-américaine, les deux groupes démographiques caractérisent les quartiers défavorisés où la culture hip-hop a pris son envol (« le rap ne s'appelait pas le rap noir à ses débuts »).
Le premier artiste reconnu de chicano rap est l'ancien musicien electro Kid Frost, dont le premier album publié en 1990, Hispanic Causing Panic, mené par le hit single La Raza, attire l'attention de la côte ouest sur les rappeurs chicanos,.
L'artiste Mellow Man Ace est le premier auteur d'un single bilingue présenté dans son premier album en 1989,. Mellow Man, surnommé le « père fondateur du rap latino », popularise le spanglish grâce à son single certifié multiple disque de platine Mentirosa, basé sur un riff de la chanson Evil Ways du musicien de chicano rock Carlos Santana. En 1990, A.L.T. fait paraître l'album Another Latin Timebomb, et sa reprise de la chanson Tequila. En 1990, le groupe de hip-hop chicano A Lighter Shade of Brown fait paraître son premier album Brown & Proud, qui inclut les hits On a Sunday Afternoon (un ayant atteint le classement Billboard Hot 100) et Latin Active.
Cypress Hill, duquel Mellow Man Ace fut membre avant de se lancer dans une carrière en solo, est souvent considéré chicano rap car ils font souvent référence à la culture chicano en utilisant leur langage. Il est le premier groupe latino à être certifié disque de platine, lorsque Big Pun est crédité comme le premier artiste latino en solo à atteindre le disque de platine pour les ventes d'un album. Big Pun est le premier rappeur solo et latino à avoir décroché un disque platine.
Le premier magazine de hip hop édité par des membres latinos est Stress, lancé en 1995.
Au milieu des années 1990, Eazy-E forme le groupe Brownside. Jonny Z, un rappeur Chicano originaire de San Diego, est considéré comme le pionnier du hip-hop, car il est l'un des premiers à mêler des paroles en spanglish à de la salsa, au mambo et de la banda mexicaine. Il atteint quatre fois le classement Billboard Hot Dance entre 1993 et 1997, et est en particulier noté pour sa chanson Miami bass Shake Shake (Shake That Culo). Hormis la bass music, il enregistre l'hymne intitulé Orale. La Oxford encyclopedia of Latinos and Latinas in the United States Volume 2, page 301, explique qu'« un nouveau style de hip-hop latino ou latina a été créé à Miami et au Texas par la rappeurs bass DJ Laz et Jonny Z, qui ont mêlé styles latinos et bass music. » Dans les années 1990, certains rappeurs chicano comme Sinful des Mexicanz commence à intégrer des éléments sonores de musique mexicaine à leur musique, même si ce type de musique est étiqueté « urban regional » et ne représente pas toujours le chicano rap,.
Dans les années 2010, les artistes Lil Rob (single Summer Nights) et Serio (single Don't Hate Me Because I'm Mexican sorti en 2012) se distinguent sur la scène Chicanop rap,. La plupart des rappeurs chicano sont inspirés par l'histoire du Mexique. Le chicano rap est principalement écouté par les auditeurs américains ; et se popularise également au Japon.

## Artistes et groupes
- 2Mex
- 3AM (Thump Records)
- Alemán
- Akwid
- Aztlan Underground
- Baby Bash
- B-Real (Cypress Hill)
- Chingo Bling du Texas
- Capone Latino Jam records
- Delinquent Habits
- Juan Gotti
- Kid Frost (Frost) premier rappeur mexicain reconnu
- King Lil G de L.A. membre du gang 18th Street
- Mr. Criminal